# Reino da Grã-Bretanha
O Reino da Grã-Bretanha, ou simplesmente Grã-Bretanha, foi um Estado soberano no noroeste da Europa, que existiu de 1 de maio de 1707 até 31 de dezembro de 1800. Tal Estado formou-se da união entre os reinos da Inglaterra (que, à época, incluía o País de Gales) e da Escócia. Com o Tratado de União, de 1706, ratificado pelos Atos de União de 1707, foi concordada a criação de um único reino unido abrangendo toda a ilha da Grã-Bretanha e suas pequenas ilhas periféricas. Ele não incluía a Irlanda, que permaneceu sendo um reino separado sob a recém criada coroa britânica. Um único parlamento e governo, baseado no Palácio de Westminster em Londres, controlava o novo reino. Os dois reinos partilhavam o mesmo monarca desde que o rei Jaime VI da Escócia tornou-se Rei da Inglaterra, em 1603, logo após a morte da rainha Isabel I, por meio da "União das Coroas".
Em 1 de janeiro de 1801, os reinos da Grã-Bretanha e da Irlanda uniram-se para formar o Reino Unido da Grã-Bretanha e Irlanda. Em 1922, o Estado Livre Irlandês retirou-se, por meio de secessão, do Reino Unido, forçando a renomeação deste para Reino Unido da Grã-Bretanha e Irlanda do Norte em 1927.